# Le Vibrazioni
Le Vibrazioni sono un gruppo musicale pop rock italiano, formatosi a Milano nel 1999.
Il gruppo è composto dal cantante e chitarrista Francesco Sarcina, principale compositore, il chitarrista e tastierista Stefano Verderi, il bassista Marco Castellani e il batterista Alessandro Deidda. La formazione ha incluso per un periodo Emanuele Gardossi, che ha sostituito Castellani dal febbraio del 2008 fino alla pausa dichiarata dalla band nel 2012.

## Storia del gruppo

### Primi anni e album di debutto

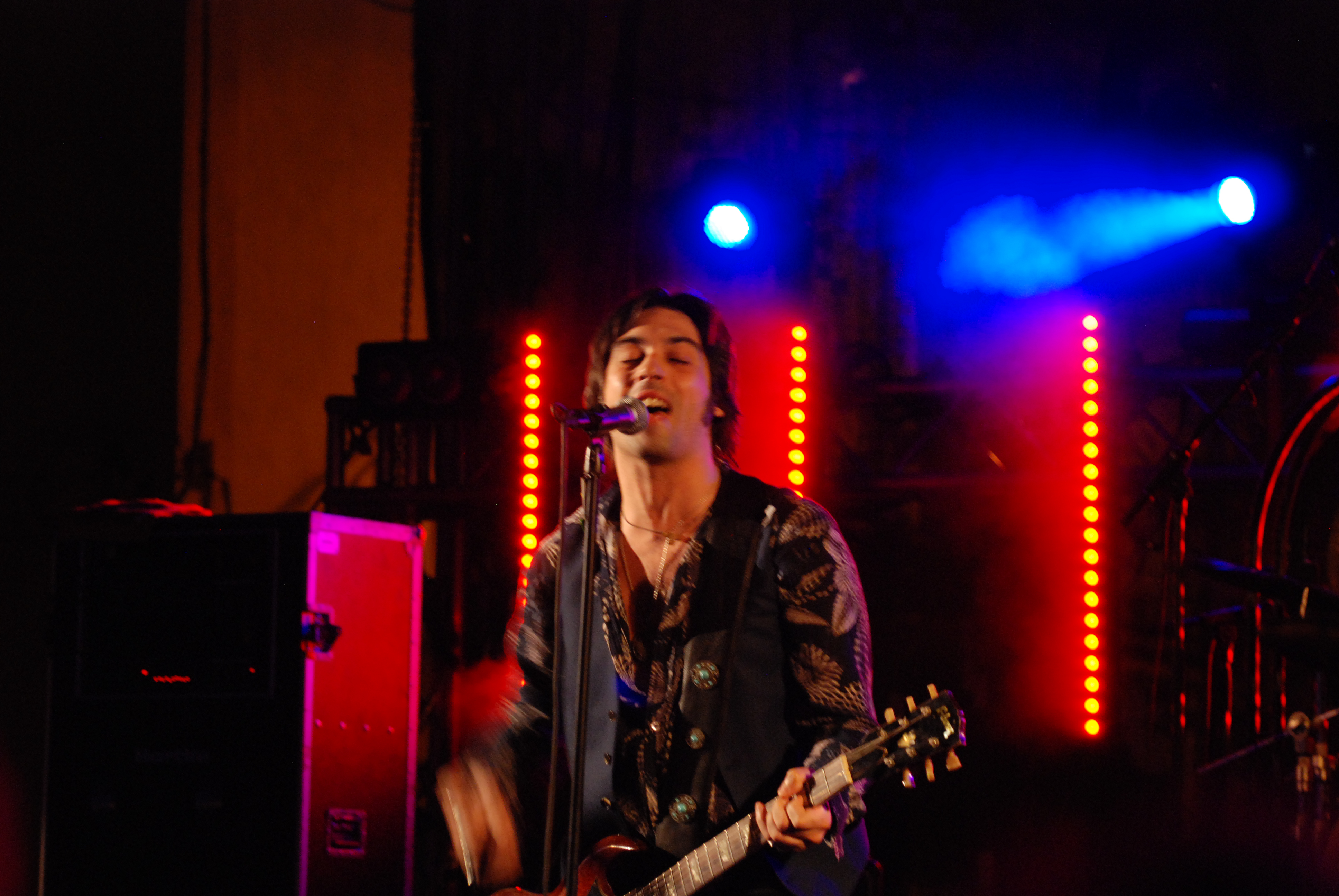
Francesco Sarcina, frontman del gruppo

Dopo anni di gavetta trascorsi a suonare per i locali milanesi, il gruppo riesce ad esordire all'inizio del 2003 con il singolo Dedicato a te, certificato disco di platino dopo poche settimane. Il singolo è stato trainato da un video girato sui navigli milanesi e nel barcone del locale storico Le Scimmie, ove, successivamente, il gruppo Elio e le Storie Tese e il rapper Frankie hi-nrg mc ne hanno  realizzato delle parodie. Nello stesso anno Le Vibrazioni pubblicano il loro primo album, Le Vibrazioni, le cui vendite superano le 300 000 copie e da cui estraggono i singoli In una notte d'estate, Vieni da me, Sono più sereno ed ...E se ne va. Quest'ultima verrà inclusa nella colonna sonora del film Tre metri sopra il cielo.
Nel 2004, terminato il loro primo tour di successo, pubblicano un DVD live, Live all'Alcatraz registrato il 27 settembre 2003 presso lo stesso club milanese in occasione dell'ultima data del tour di promozione del loro primo album in quell'anno. Il DVD contiene il filmato integrale del concerto e alcuni estratti video relativi al backstage.

### Le Vibrazioni IIeOfficine meccaniche
Verso la fine del 2004 esce un nuovo singolo, Raggio di sole, che anticipa il loro secondo album. Nel marzo del 2005 partecipano al Festival di Sanremo nella categoria gruppi con la canzone Ovunque andrò. Il loro secondo album, intitolato Le Vibrazioni II esce in contemporanea alla manifestazione canora. Le Vibrazioni II viene certificato disco d'oro.
Nello stesso anno collaborano al film Eccezzziunale veramente - Capitolo secondo... me, cantando la sigla insieme a Diego Abatantuono.
In estate partecipano al Festivalbar con il brano Angelica.
Il loro terzo album, Officine meccaniche, prodotto da Marco Trentacoste, viene pubblicato nel novembre del 2006, anticipato dal singolo Se. Il nuovo album è caratterizzato da una svolta musicale verso un genere più rock, seppur mantenendo qualche brano melodico, cercando di allontanarsi dai due lavori precedenti.

### Cambio di formazione,Le strade del tempoe la pausa

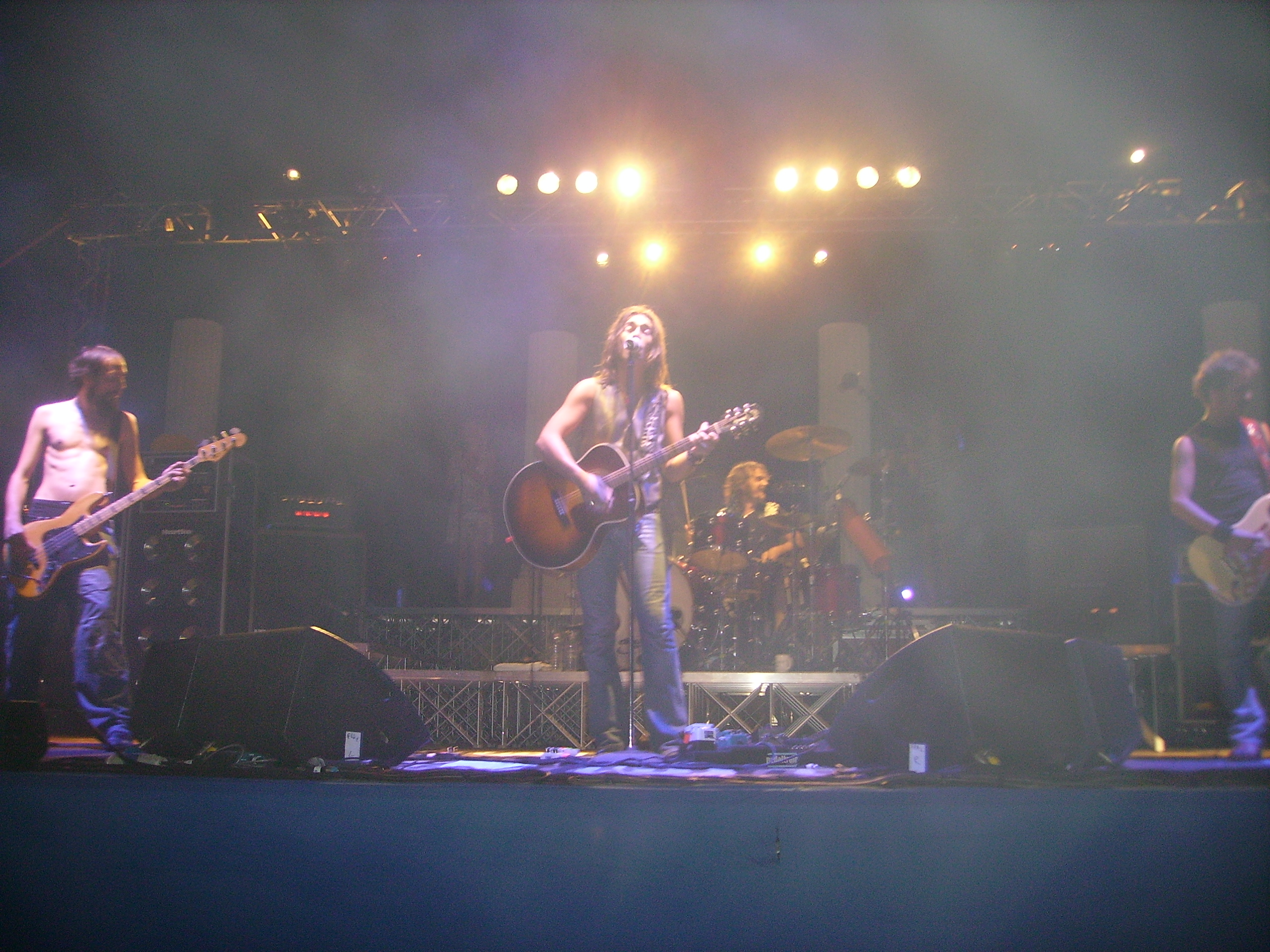
Il gruppo dal vivo nel 2007

All'inizio del 2008 Marco Castellani, il bassista, lascia il gruppo per dedicarsi ad un progetto musicale con il complesso Octopus e viene sostituito da Emanuele Gardossi. Nel febbraio dello stesso anno esce il video di Drammaturgia, una rivisitazione del film degli anni settanta, The Rocky Horror Picture Show che vede coinvolti come attori personaggi famosi nell'ambito del cinema, come Riccardo Scamarcio, Paolo Bonolis e Sabrina Impacciatore. Hanno partecipato all'album Datevi fuoco (lo Scotto da pagare) di Pino Scotto eseguendo con lui il pezzo Dio del Blues.
Nel marzo 2008 viene pubblicato il primo singolo registrato e prodotto da Marco Trentacoste con la nuova formazione, Insolita, che è stata inclusa nella colonna sonora del film di Sergio Rubini, Colpo d'occhio.
Il 18 aprile dello stesso anno esce il primo live album della band, dal titolo En vivo. Si tratta di una raccolta di brani registrati dal vivo durante il concerto del 24 agosto 2007 a Sant'Angelo dei Lombardi.
Nel dicembre 2009 il gruppo ritorna sulle scene con un nuovo singolo sempre prodotto da Marco Trentacoste, Respiro, che anticipa l'album Le strade del tempo, che viene pubblicato il mese successivo.
Il 19 maggio 2010 Le Vibrazioni sono stati chiamati ad aprire il concerto degli AC/DC a Udine (facendo anche un duetto con Pino Scotto). In occasione del campionato mondiale di calcio 2010, la band incide insieme al produttore Marco Trentacoste, quello che diventerà il brano ufficiale di Sky Sport, Invocazioni al cielo e viene inserita nella riedizione dell'ultimo album Le strade del tempo.
L'ultima tappa del Vibratour 2012, il 25 ottobre 2012 ai Magazzini Generali di Milano, precederà una pausa indeterminata dalle scene del gruppo milanese, come esplicitamente detto dai componenti stessi.

### Il ritorno

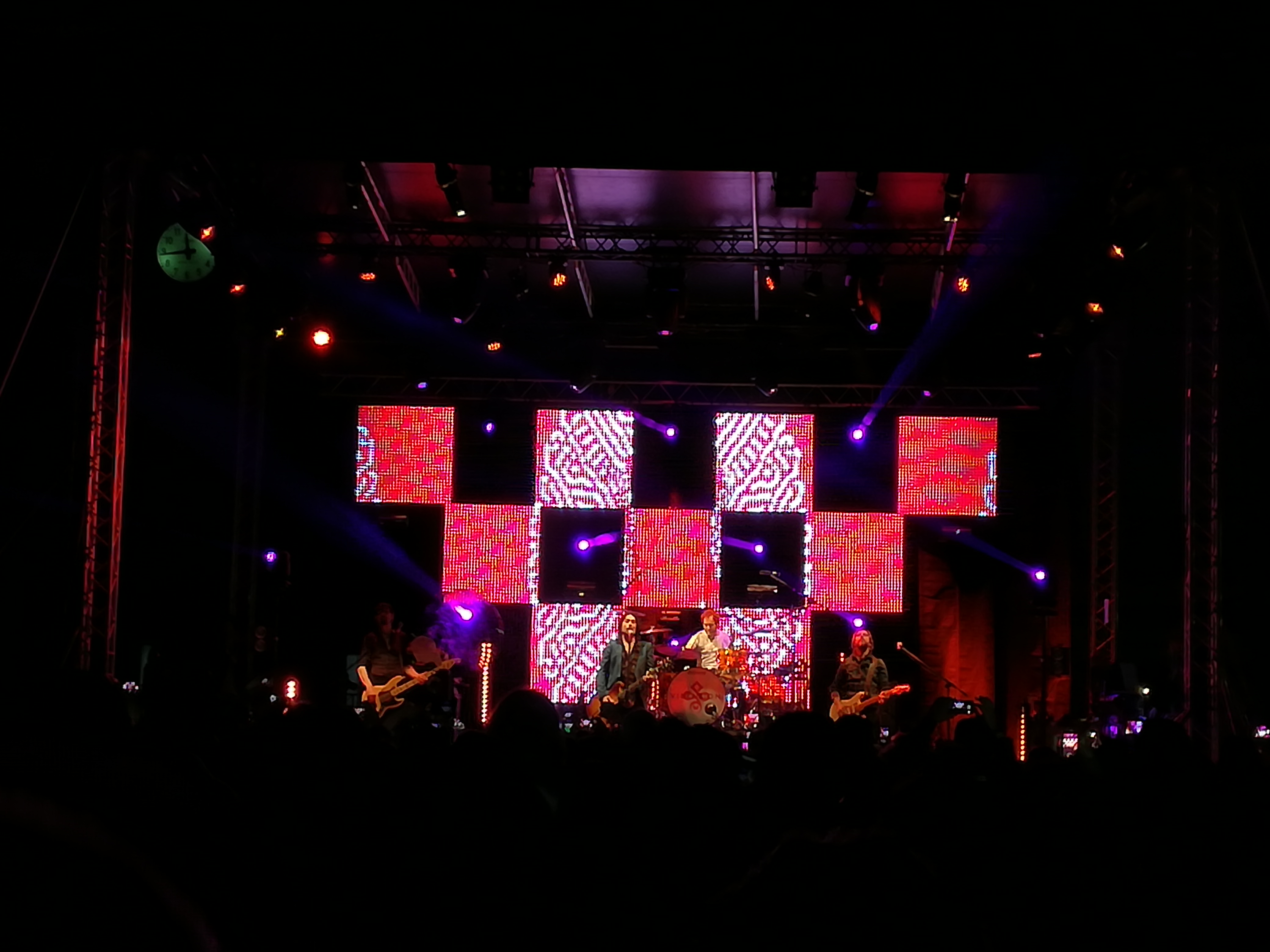
Le Vibrazioni in concerto a Sessa Aurunca nel 2018

Il 30 giugno 2017 il gruppo ha annunciato il proprio ritorno sulle scene musicali con la formazione originaria durante un'esibizione all'annuale Radio Italia Live, a Palermo. Il 15 dicembre 2017 vengono annunciati tra i partecipanti al Festival di Sanremo 2018, con il brano Così sbagliato. Si tratta della seconda partecipazione per il gruppo al festival della canzone italiana dopo quella del 2005.
Il 9 febbraio 2018 è uscito V, quinto album in studio del gruppo. Il 25 maggio è stato pubblicato il singolo inedito Amore Zen, in collaborazione con Jake La Furia, mentre il 28 settembre è stata la volta di un secondo inedito, Pensami così. Il 18 gennaio 2019 è stato pubblicato il singolo Cambia, che omaggia Dedicato a te del 2003. Nell'estate dello stesso anno viene pubblicato il singolo L'amore mi fa male, in rotazione radiofonica dal 21 giugno.
Il 5 febbraio 2020 hanno pubblicato il singolo Dov'è, presentato al 70º Festival di Sanremo e classificatosi quarto al termine della manifestazione.
Nel 2022 hanno preso nuovamente parte al Festival di Sanremo con il brano Tantissimo, posizionandosi ventiduesimi nella classifica generale. L'anno dopo sono ritornati al suddetto festival, questa volta in qualità di artisti ospiti durante la serata della cover, collaborando con i Modà al brano Vieni da me.

## Formazione
Attuale
- Francesco Sarcina – voce, chitarra (1999-2012, 2017-presente)
- Stefano Verderi – chitarra, sitar (1999-2012, 2017-presente)
- Alessandro Deidda – batteria (1999-2012, 2017-presente)

Turnisti attuali
- Will Medini – tastiere, pianoforte (2024-presente)
- Roberto Dell'Era – basso (2024-presente)

Ex componenti
- Marco Castellani – basso (1999-2008, 2017-2024)
- Emanuele Gardossi – basso (2008-2012)

## Discografia

### Album in studio
- 2003 – Le Vibrazioni
- 2005 – Le Vibrazioni II
- 2006 – Officine meccaniche
- 2010 – Le strade del tempo
- 2018 – V

### Album dal vivo
- 2008 – En vivo

### Raccolte
- 2011 – Come far nascere un fiore